# Боби Иден
Присила Хендриксе (хол. Priscilla Hendrikse; Хаг, 4. јануар 1980), познатија под псеудонимом Боби Иден (Bobbi Eden), је холандска порнографска глумица и модел.

## Каријера
Боби Иден је започела каријеру као модел са 18 година. Појавила се прво у часопису Пентхаус, а затим и у осталим престижним еротским и порнографским магазинима попут Хастлера и Плејбоја. Дебитовала је као глумица у индустрији порнографије 2002. када је имала 22 године. Наступила је у преко 100 порно-филмова.
Крајем 2009, Боби Иден је основала сопствену продукцијску компанију под називом Иден медији. У марту 2013. је најавила да ће написати аутобиографију и потписала је уговор са холандским издавачем, том приликом је саопштено да ће се књига појавити у пролеће 2014.
Вишеструко је награђивана од стране организација које додељују награде у области филмова за одрасле, и то 2003. године за најбољу европску порно глумицу, 2004. за најбољу порно глумицу Бенелукса и од стране АВН 2013. је номинована у категорији за најбољи порно сајт.